# وادي الذئاب قبرص
فيلم وادي الذئاب قبرص من إنتاج شركة بانا فيلم، تم الإعلان عن فكرة إنتاجه بداية عام 2016
الذي كانت تراود فكرته نجاتي شاشماز. ويتحدث عن قضية عملية السلام 1974 في قبرص. بحسب الصحيفة التركية فان الكاتب حسن سيفا سيقوم باعدد السيناريو.

## الطاقم
طاقم العمل سيكون عدد من ممثلي المسلسل الاصلي والذي يكون للفيلم علاقة به في جزئية معينة، وابرزهم نجاتي شاشماز المعروف باسم مراد علمدار.